# Eisenbahnunfall von Cuautla
Der Eisenbahnunfall von Cuautla im mexikanischen Bundesstaat Morelos wurde zwischen dem 22. und 24. Juni 1881 (verschiedene Quellen nennen unterschiedliche Tage in diesem Zeitraum) durch eine zusammenstürzende Brücke über einen Fluss verursacht. Mehr als 200 Tote und darüber hinaus 40 Verletzte waren die Folge. Dies war der erste Eisenbahnunfall weltweit mit einer dreistelligen Zahl an Todesopfern.

## Voraussetzungen
Die schmalspurige Bahnstrecke Mexiko-Stadt–Cuautla war erst am 18. Juni 1881 eröffnet worden. Aus diesem Anlass war der Staatspräsident Mexikos, Manuel del Refugio González Flores, mit einer Eskorte von 300 Soldaten zu einem Besuch nach Cuautla gereist. 100 von ihnen fuhren bereits am 20. Juni 1881 zurück, die übrigen befanden sich in dem Unglückszug auf der Rückreise nach Mexiko-Stadt. Die Fahrzeuge dieses Zuges bestanden aus einer Lokomotive an der Spitze, einer Schiebelokomotive am Ende des Zuges, einem Reisezugwagen für die Offiziere, fünf gedeckten Güterwagen für die Mannschaften und ihre Familien und zwei weiteren gedeckten Güterwagen mit 80 bis 100 Fässern Brandy. Der Zug verließ Cuautla am späten Abend.
Vor dem Unglück hatte es heftig geregnet, was die Flüsse anschwellen ließ. Die Fundamente der Brücke an der Unfallstelle wurden unterspült.

## Unfallhergang
Als der Zug auf die Brücke fuhr, gab sie sofort nach. Der gesamte Zug stürzte in den Fluss. Glut aus der Dampflokomotive entzündete den Brandy. Die meisten, die den Sturz überlebten, verbrannten in den Trümmern des Zuges.

## Untersuchung
Die folgende Untersuchung stellte fest, dass alleiniger Grund für den Unfall die unzureichende Konstruktion der Brücke gewesen sei. Einem Zeitungsbericht zufolge soll allerdings der Bataillonskommandeur der transportierten Militäreinheit den Lokomotivführer mit vorgehaltener Waffe gezwungen haben, die Brücke zu befahren.